# Tattay István (tábornok)
Nyirbaktai Tattay István (Kisvárda (Szabolcs megye), 1863. március 20. – Budapest, 1939. november 5.) tábornok, honvéd-százados, vezérőrnagy. 

## Élete
Reáliskolai tanulmányainak végeztével 1879-ben a császár és királyi báró Lenk 5. számú tüzérezredhez mint csapatnövendék belépett és a budapesti hadapród-iskolába rendeltetett, ahonnét 1883-ban mint hadapródőrmester a császári és királyi 69. gyalogezredhez helyezték át, ahol 1884-ben tiszthelyettes lett. 1885-ben a székesfehérvári 65. honvéd zászlóaljhoz helyezték át, 1886 májusában hadnaggyá nevezték ki a 18. gyalog féldandárhoz, 1887-ben a 19. féldandárhoz helyezték és ott mint zászlóalj-segédtiszt működött. 1887-88-ban a felsőbb tiszti tanfolyamot elvégezte; 1890 májusában főhadnagy lett. 1891. júniustól október végéig a 82. honvéd gyalog-dandár segédtisztje volt és innét a 18. honvéd gyalog-ezredhez helyezték át. 1893-ban a brucki lövésziskolát elvégezte; azután áthelyezték a 20. honvéd gyalog-ezredhez, ahol 1897-ben századossá léptették elő. 1909. október végén a székesfehérvári gyalog-ezredhez őrnaggyá nevezték ki. A hadidíszítményes Ferenc József-rend tisztikeresztje, a hadiékítményes és kardos III. oszt. kat. érdemkereszt, a Signum Laudis, a Sebesültek érme és a Károly-csapatkereszt tulajdonosa volt. Elhunyt 1939. november 5-én, örök nyugalomra helyezték 1939. november 8-án délután a Farkasréti temetőben a római katolikus egyház szertartása szerint (2-11). Neje nemes Gardos Ilona volt.
Cikkei a Ludovika Akadémia Közlönyében (1889. Terepbirálat, harczászati tanulmány, 1893. Hírszerzés, hírszerző járőrök viselkedése); lírai költeményei és humorisztikus tárcái jelentek meg a Kőszeg és Vidékében, a Soproni Hirlapban, a Fünfkirchener Zeitungban és a Fehérmegyei Hirlapban «nyirbaktai» és «nybty» jegyek alatt.